# جون آندو
جون آندو (انگلیسی: Jun Ando؛ زادهٔ ۸ اکتبر ۱۹۸۴) بازیکن فوتبال اهل ژاپن است.
از باشگاه‌هایی که در آن بازی کرده‌است می‌توان به باشگاه فوتبال سرزو اوساکا و باشگاه فوتبال ماتسوموتو یاماگا اشاره کرد.